# 제6회 G7 정상회의
제6회 G7 정상회의(6th G7 Summit)는 1980년 6월 22일과 6월 23일에 걸쳐 이탈리아 베네치아 산조르조마조레에서 개최된 국제회의이다. 회의 참가국은 프랑스, 서독, 이탈리아, 일본, 영국, 미국, 캐나다(2회부터)의 7개국이며 유럽 위원회(3회부터)가 옵서버 형식으로 참여하였다. 이 회의는 당시 이란-소련과 자유진영의 충돌사건이 발생하여 경제적 문제로 국한했던 G7 회의의 의제를 정치적 분야로 확장한 계기로 평가받고 있다.

## 참가국
오히라 마사요시 총리가 6월 12일 심근경색으로 급서하여 대신 오키타 사부로 외무대신이 일본 내각총리대신 자격으로 참석하였다.
프랑스 대통령 발레리 지스카르 데스탱, 미국 대통령 지미 카터는 이 회의에 마지막으로 참석하였다. 이탈리아 총리 프란체스코 코시가는 이 회의가 처음이자 마지막 참석이었다.
다음은 7회 회의에 참석한 회원국과 각국 수장의 목록이다.
| 주요 G7 회원국 개최국과 개최국 수장은 굵은 글씨로 표시했다. |             |                        |                   |
| 회원국                                                      | 회원국      | 대표                   | 직책              |
| 캐나다                                                      | 캐나다      | 피에르 트뤼도          | 총리              |
| 프랑스                                                      | 프랑스      | 발레리 지스카르 데스탱 | 대통령            |
| 서독                                                        | 서독        | 헬무트 슈미트          | 총리              |
| 이탈리아                                                    | 이탈리아    | 프란체스코 코시가      | 총리              |
| 일본                                                        | 일본        | 오키타 사부로          | 내각총리대신 대행 |
| 영국                                                        | 영국        | 마거릿 대처            | 총리              |
| 미국                                                        | 미국        | 지미 카터              | 대통령            |
| 유럽 연합                                                   | 유럽 위원회 | 로이 젱킨스            | 의장              |

## 상술
일본 오히라 마사요시 내각총리대신이 갑작스러운 건강악화로 베네치아 정상회의에 참여하지 못할 것이라는 예측이 나오던 중 6월 12일 급서하였다. 이에 일본 정부는 총리대신 대행 참석자로 외무대신 오키타 사부로, 다케시타 노보루, 사사키 요시타케 등을 임명, 일본은 수뇌가 아니라 각료진으로 회의 요원을 구성하게 되었다.
한편 회의장소인 베네치아 시는 게릴라 '붉은 여단'의 테러위협으로부터 각국 정상을 보호하기 위해 경찰잠수부들을 동원, 산조르조마조레 주변을 경호하였다.
회의 개최 전 미국은 "베네치아 회의는 특정목표를 설정했던 기존의 경제적 합의가 제대로 지켜지지 않았기 때문에 단기적인 목표설정보다는 장기적인 문제를 토의할 것이다."라고 발표했다. 회의 각국은 석유 수입량을 줄이는 등의 방안에서 진일보하여 대체에너지 개발 및 개도국에 기술전수 및 지원하는 방안을 논의하기로 하였다. 그러나 소식통들은 경제적 이슈보다는 정치적 의제가 주로 다뤄질 것으로 예측하였는데, 이는 전년도 도쿄 회의 이후 소련의 아프가니스탄 침공과 주 이란 미국대사관 인질사태가 일어났기 때문이다. 미국은 소련의 팽창주의에 대응하는 것과 이란을 제재하는 건에 유럽이 동참하기를 원했다.
회의 중이던 6월 22일 소련은 아프가니스탄에 주둔하던 자국 병사 일부를 철군한다고 발표했는데 이는 올림픽을 앞두고 참가국 이탈을 방지하고, 병사들의 희생을 줄인다는 메시지를 자국 국민들에게 전하며, 서방회의에 모인 선진국 수뇌들을 이간시키려는 의도가 섞인 행위였다.

## 의제
언론을 통해 사전보도된 주요 경제적 의제는 아래와 같다.
- 유가 상승 문제
- 보호주의 관세의 철폐문제[12]
- 대 개도국 관계
- 인플레이션 문제
- 남북 문제

6회 회의는 경제적 이슈 외에 최초로 정치적 의제가 논의되었다. 구체적인 내용은 아래와 같다.
- 소련의 아프가니스탄 침공 문제[12]
- 페르시아만 및 석유수송로에 대한 소련의 위협 문제[13]
- 이란의 미국인 인질 석방문제[12]
- 서방세계와 이란의 외교관계[13]

## 결과 및 평가
7개국 정상은 아프가니스탄에서 소련이 철군할 것을 요구하는 특별정치선언과 3개항 정치성명(외교관 보호, 난민 문제, 항공기 납치 불법화)을 발표하였다. 특히 지미 카터는 소련의 부분 철수가 아니라 완전한 철수를 요구했으며 모스크바 올림픽 불참을 선언하였다. 이탈리아 총리 프란체스코 코시가가 아프간에서 소련의 완전철수를 요구하는 '아프가니스탄 특별성명'을 발표했다.
경제적 의제의 목표는 석유 소비량을 줄이는 것이었다. 구체적인 선언 내용은 아래와 같다.
- 대체 에너지원에 금융지원
- 민간분야의 석유절감 투자지원
- 석유연료 발전소 건설 금지 및 기존 석유발전소를 석탄발전소로 전환
- 연료효율차량 개발 및 대량교통수단 권장
- 1990년대 초까지 석탄사용 생산을 촉진
- 에너지 수요가 계속 늘어나면 핵발전 역할을 증대

선진국들이 소련, 중동 문제에 관한 실질적 견해조정에 실패했다는 비판이 나왔다.

## 사진첩

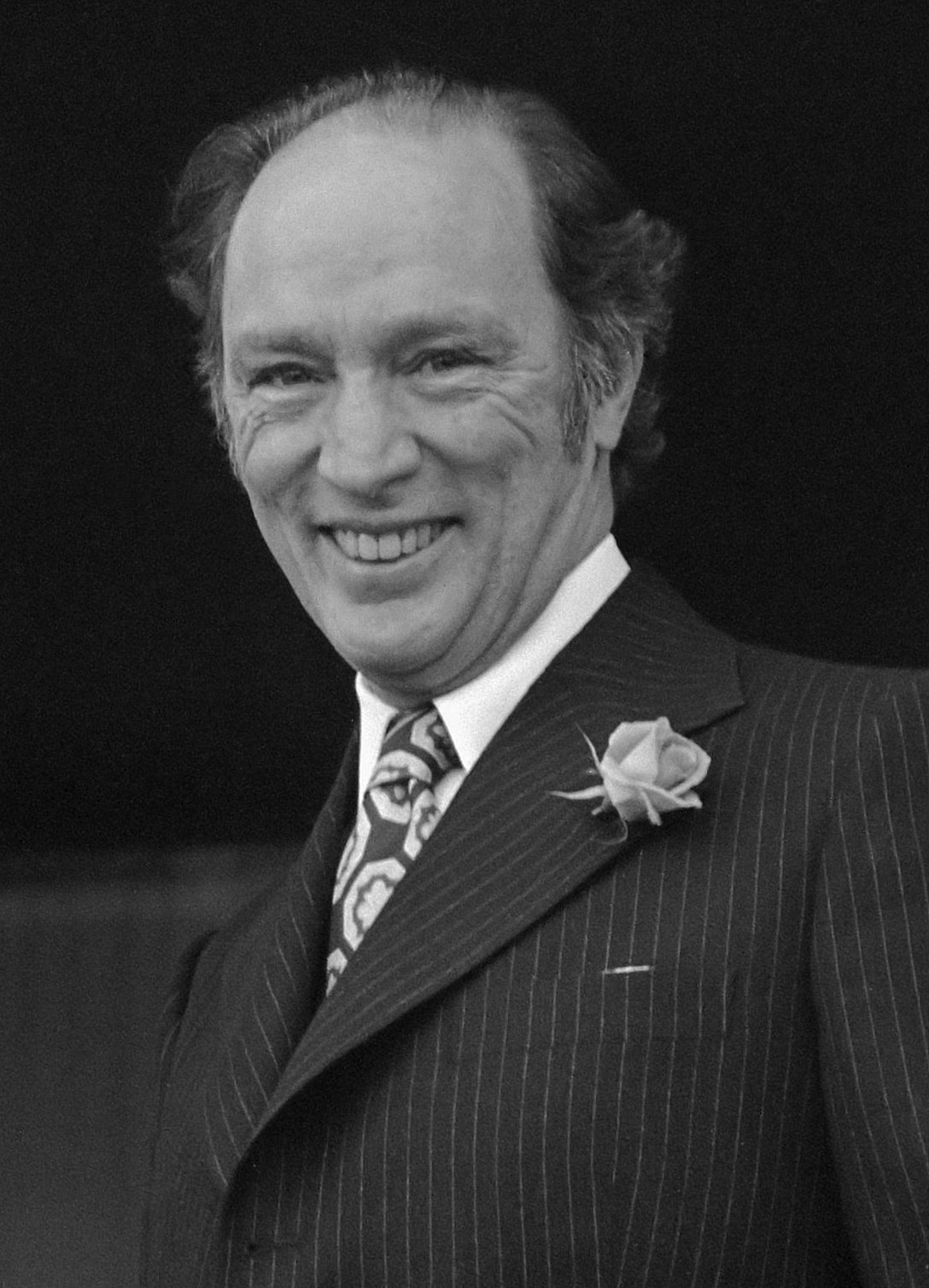
캐나다 피에르 트뤼도, 총리
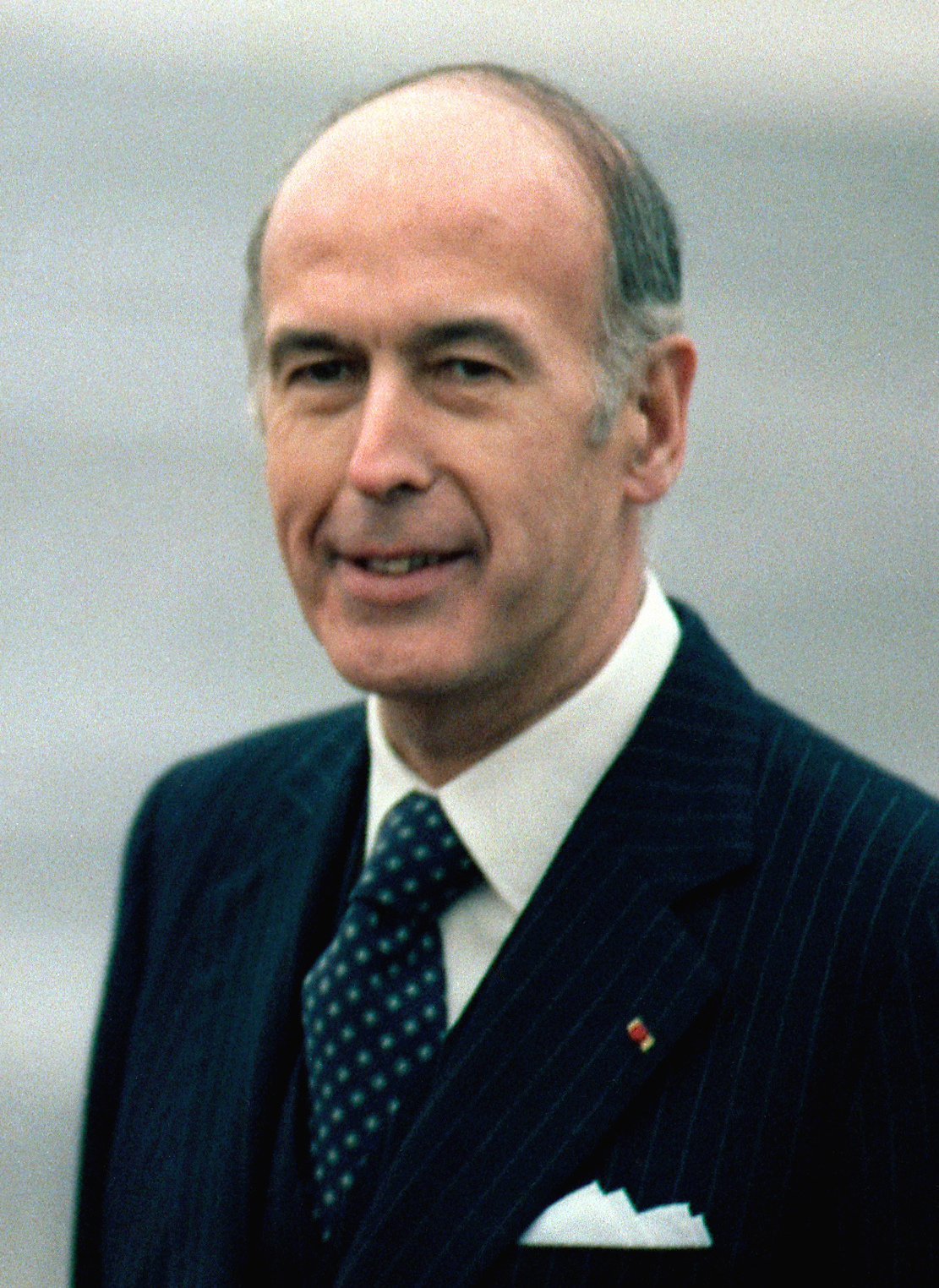
프랑스 발레리 지스카르 데스탱, 대통령
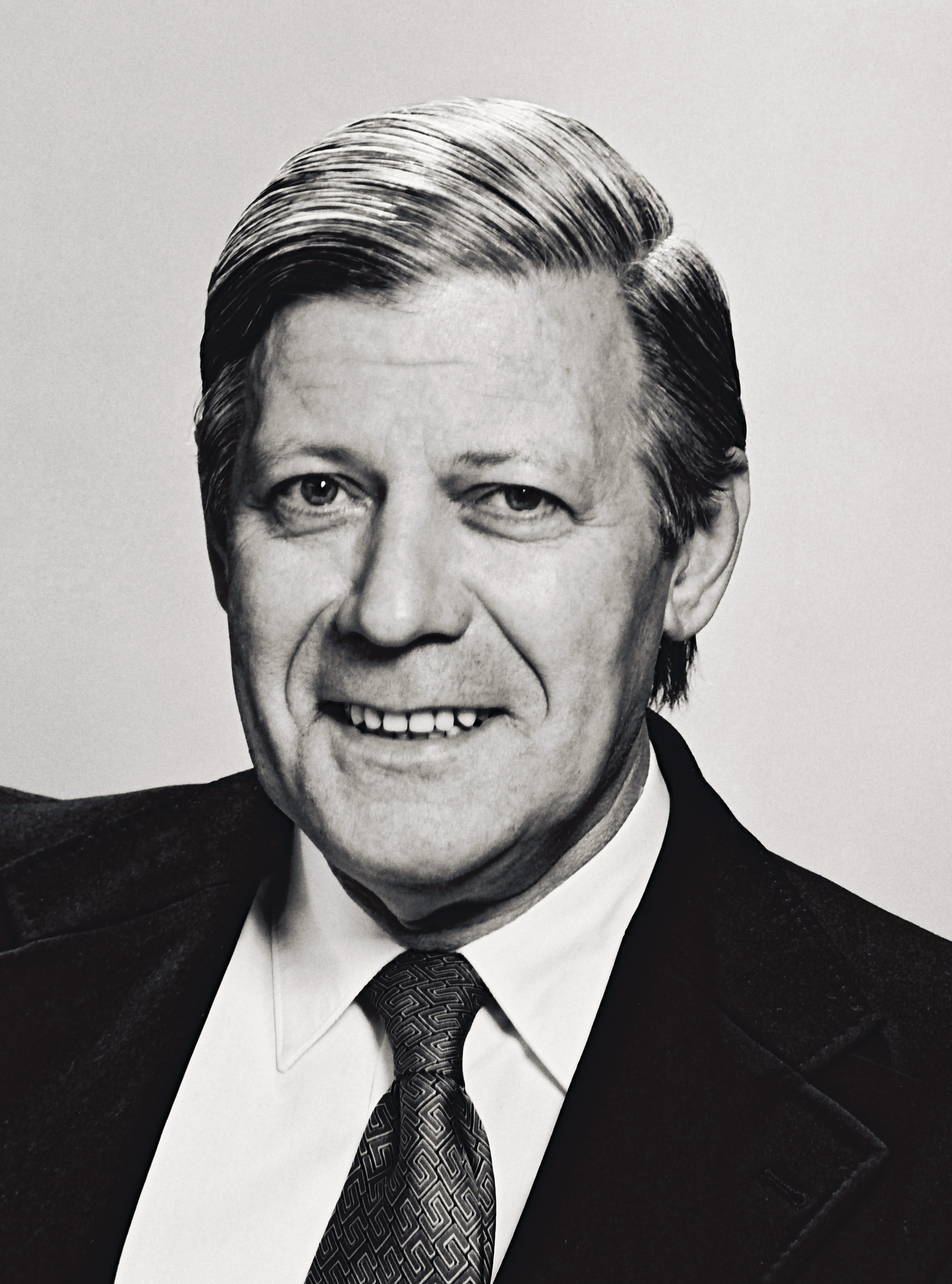
서독 헬무트 슈미트, 총리
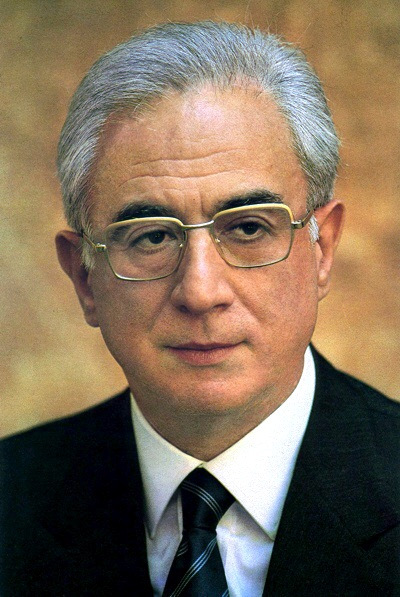
이탈리아 프란체스코 코시가, 총리
일본 오키타 사부로, 내각총리대신 대행
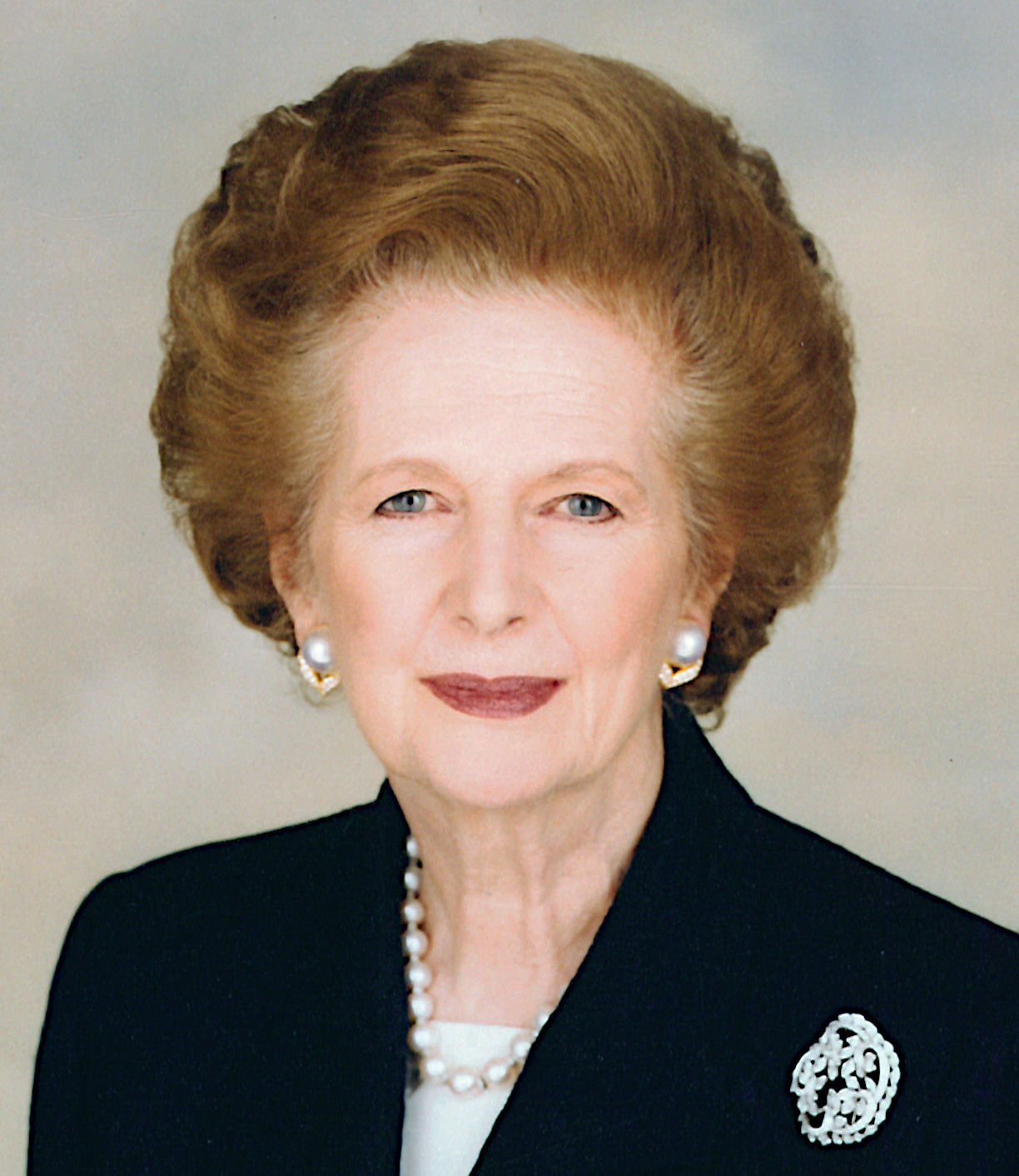
영국 마거릿 대처, 총리
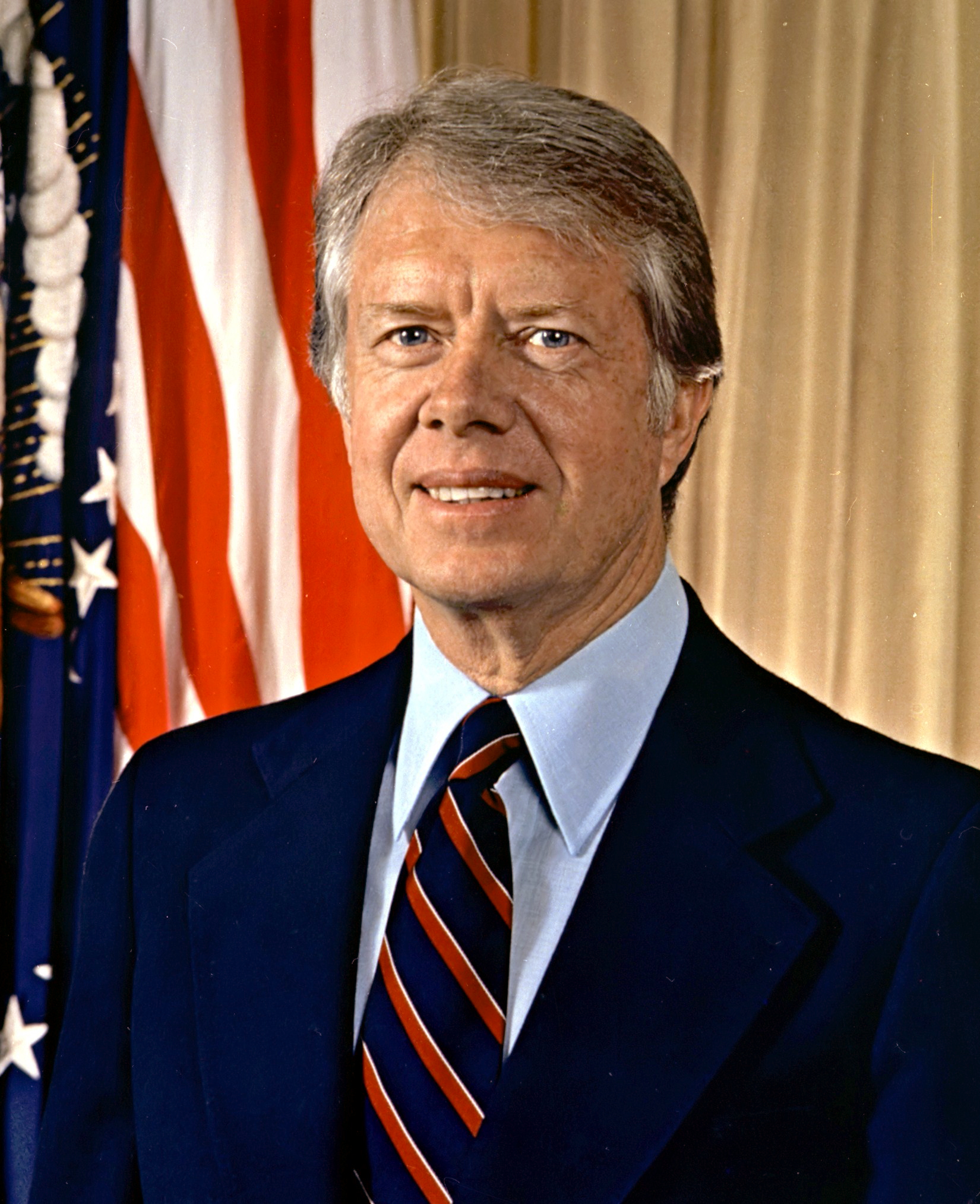
미국 지미 카터, 대통령
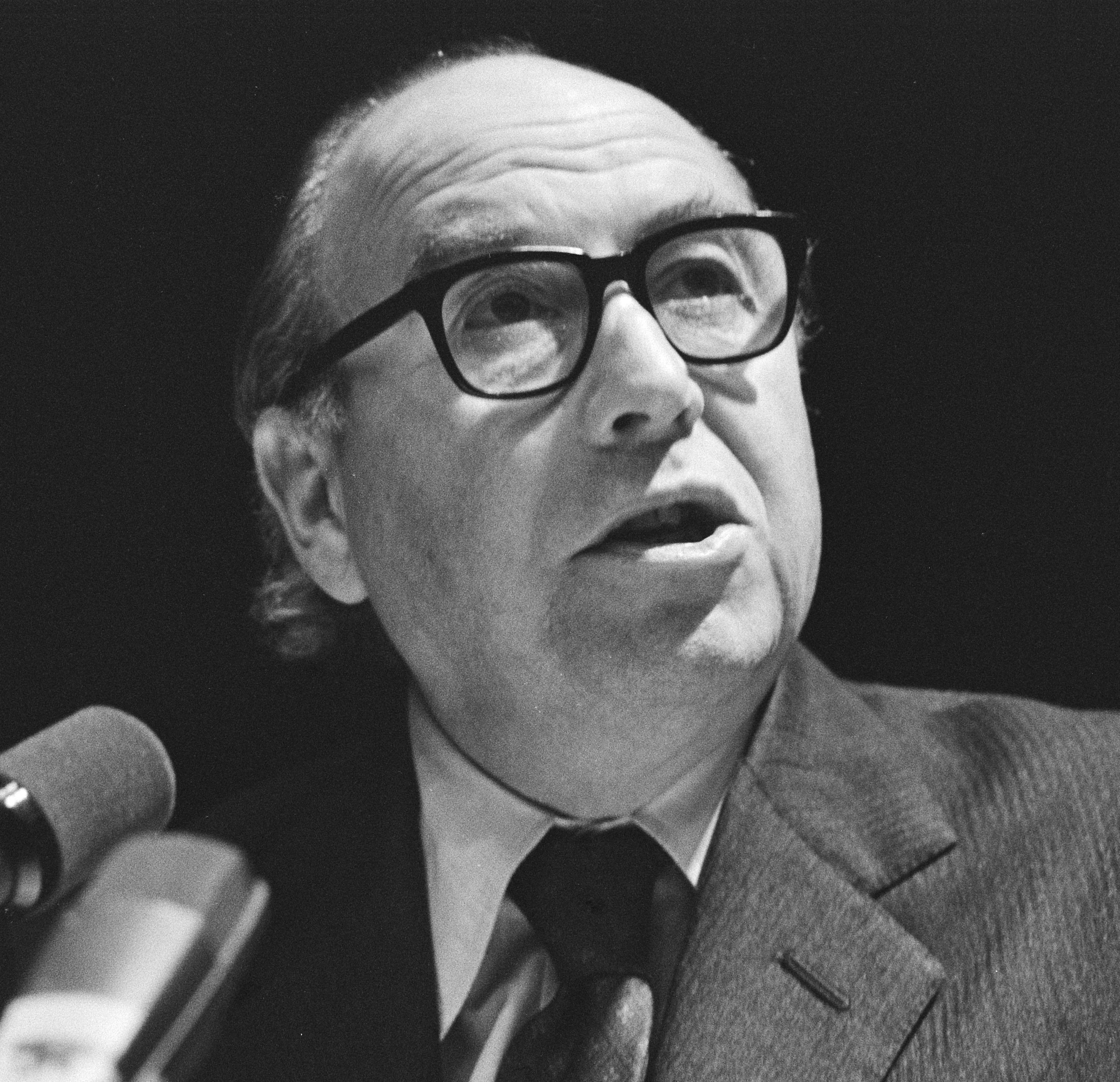
유럽 연합 로이 젱킨스, 의장

## 같이 보기
- 주 이란 미국 대사관 인질 사건
- 소련의 아프가니스탄 침공

## 참고 문헌
- Bayne, Nicholas and Robert D. Putnam. (2000). Hanging in There: The G7 and G8 Summit in Maturity and Renewal. Aldershot, Hampshire, England: Ashgate Publishing. ISBN 978-0-7546-1185-1; OCLC 43186692
- Reinalda, Bob and Bertjan Verbeek. (1998). Autonomous Policy Making by International Organizations. London: Routledge. ISBN 978-0-415-16486-3; ISBN 978-0-203-45085-7; OCLC 39013643